# ПАЗ-5272
ПАЗ-5272 — российский высокопольный автобус большого класса, выпускавшийся на Павловском автобусном заводе с 1999 по 2003 год. В отличие от ПАЗ-5271, автобус базировался на шасси КАМАЗ-5297.

## История
После неудачи моделей, построенных на импортных шасси, у ПАЗа оставался лишь один вариант — развивать сотрудничество с отечественными производителями, а именно с КАМАЗ: челнинцы как раз планировали освоить выпуск технологического автобусного шасси. Переговоры велись сторонами ещё с 1997 года и в результате вылились в соглашение о бартерной схеме расчётов, по которой за два поставленных шасси ПАЗ должен был расплачиваться одним готовым автобусом. Первый образец шасси КАМАЗ-5297 поступил в Павлово в конце марта 1999-го. На автобус за всю историю производства устанавливался двигатель КАМАЗ-740.11-240 экологического класса Евро-1 с мощностью 240 л. с. Ходовая часть была оригинальной, с пневматической подвеской. В салоне было 33 сидячих места и большая накопительная площадка. Автобус производился с двумя дверьми выдвижного типа для междугородних маршрутов и с тремя дверьми сдвижного типа для городских маршрутов. Напряжение сети у автобуса было 12 вольт, коробка передач — механическая, 5-ступенчатая КАМАЗ-141-102. Уже в июне собранный на основе этого шасси образец большого городского автобуса ПАЗ-5272 демонстрировался в автосалоне в Казани. Весь следующий год ушёл на завершение подготовки производственных мощностей и доводку новинки, которая главным образом свелась к значительному повышению жёсткости рамы базового шасси. И наконец, в середине 2000 года началось серийное производство автобусов на шасси КАМАЗ. Серийное производство ПАЗ-5272 продлилось ровно три года и было заморожено по экономическим соображениям.

## Модификации
- ПАЗ-5272 «Турист». Построен в единственном экземпляре в 2000 году. Кузов с тремя одностворчатыми дверьми прислонно-сдвижного типа, причём задняя дверь вела в изолированный отсек с багажными полками вместимостью 3,6 м³.
- ПАЗ-5272-40. Построен в единственном экземпляре в 2001 году. Большую часть своей жизни автобус возил павловский футбольный клуб «Торпедо», а потом был продан частному лицу за 55 000 ₽.